# Frea conradti
Frea conradti là một loài bọ cánh cứng trong họ Cerambycidae.